# Liste des comtes de Tripoli
En 1102, Raymond de Saint Gilles, comte de Toulouse, décide de se tailler un fief en Orient qui ne devient le comté de Tripoli qu'en 1109, après la prise de la ville.

## Maison de Toulouse
1102-1105 : Raymond Ier de Saint Gilles (v.1050 † 1105) qui s'attribua le titre pendant le siège de 1104 avant la prise de la ville.
1105-1110 : Guillaume Jourdain († 1110), comte de Cerdagne, neveu de Raymond Ier.
1109-1112 : Bertrand (1066 † 1112), fils de Raymond Ier et de (prénom inconnu) de Provence.
X (1095) Hélène (Hélie) († 28 février 1141), fille d'Eudes Ier Borrel, duc de Bourgogne
1112-1137 : Pons (1098 † 1137), fils du précédent.
X (1115) Cécile de France, veuve de Tancrède de Hauteville.
1137-1152 : Raymond II († 1152), fils du précédent.
X Hodierne de Jérusalem, fille de Baudouin II roi de Jérusalem.

de gueules à la croix d'or vidée de gueules

1152-1187 : Raymond III († 1187), fils de Raymond II et d'Hodierne de Jérusalem. Sans enfant, Raymond III lègue Tripoli à son filleul Raymond d'Antioche.
X (1174) Echive de Bures, sœur d'Elinard de Bures, prince de Galilée.

## Maison d'Antioche-Poitiers
| No | Portrait | Nom                    | Début du règne  | Fin du règne    | Notes | Blason |
| -- | -------- | ---------------------- | --------------- | --------------- | --- | ------ |
| 7  |          | Raymond IV †1199       | 1187            | 1189            | Fils aîné de Bohémond III d'Antioche et d'Orgueilleuse de Harenc, et époux d'Alix d'Arménie. Son père le rappelle à Antioche en 1189 et confie Tripoli à son frère Bohémond. |        |
| 8  | Bohémond | Bohémond Ier 1172-1233 | 1189            | 1233            | Deuxième fils de Bohémond III et d'Orgueilleuse de Harenc, frère de Raymond IV et époux de Plaisance du Gibelet et de Mélisende de Lusignan. Également prince d'Antioche.    |        |
| 9  | Bohémond | Bohémond II 1199-1252  | 1233            | janvier 1252    | Fils de Bohémond Ier et de Plaisance du Gibelet, et époux d' Alix de Champagne-Jérusalem, puis de Lucienne de Segni. Également prince d'Antioche.                            |        |
| 10 |          | Bohémond III 1237-1275 | janvier 1252    | 1275            | Fils de Bohémond II et de Lucienne de Segni, et époux de Sibylle d'Arménie. Également prince d'Antioche, mais la ville d'Antioche fut définitivement prise en 1268.          |        |
| 11 |          | Bohémond IV 1261-1287  | 1275            | 19 octobre 1287 | Fils de Bohémond III et de Sibylle d'Arménie, et époux de Marguerite de Brienne.                                                                                             |        |
| 12 | Lucie    | Lucie †1299            | 19 octobre 1287 | 1289            | Fille de Bohémond III et de Sibylle d'Arménie, et épouse de Narjot IV de Toucy. La ville de Tripoli fut définitivement prise en 1289.                                        |        |

## Comtes titulaires de Tripoli
Le titre de comte de Tripoli se transmit de la même manière que celui de prince d'Antioche et arriva aux Lusignan de Chypre. Les rois de Chypre l'attribuèrent à des cadets ou à des seigneurs chypriotes.
- Pierre de Lusignan, fils cadet du roi Hugues IV, qui relève pour lui, probablement avant son premier mariage en 1342, le titre de comte de Tripoli in partibus infidelium. Il est couronné roi de Chypre en 1358.

- Pierrot de Lusignan, fils du roi Pierre Ier, il lui succède à la dignité de comte de Tripoli probablement en 1358. Il monte à son tour sur le trône de Chypre après l'assassinat de son père en janvier 1369.

- Jacques de Lusignan, né en 1358, fils de Jean, prince d'Antioche. Il est titré comte de Tripoli par le jeune roi Pierre II le 17 octobre 1372. Époux de Marguerite de Lusignan, la sœur du roi, il est toutefois écarté du trône en 1382 par les barons de Chypre qui lui préfèrent son oncle Jacques Ier. Il meurt vers 1396.

- Jean de Lusignan, né vers 1386, fils du précédent à qui il succède vers 1396, il meurt probablement sans alliance avant 1432.

- Pierre de Lusignan, né vers 1387, nommé Connétable de Jérusalem en 1415, il épouse sans doute la même année Isabelle de Lusignan, fille du roi Jacques Ier. Il succède à son frère comme comte de Tripoli vers 1432. Il exerce la régence pour son neveu le roi Jean II en 1432 et cumule les dignités de Sénéchal de Jérusalem et de Connétable de Chypre. Il meurt à Nicosie le 7 février 1451 ou 1452.

- Juan Tafures, titré comte entre 1469 et 1473 par Jacques II de Chypre, déchu en 1477 par la reine Catherine Cornaro.

- Jean de Nores, appartenant à une très ancienne famille noble de Chypre, il achète le titre de comte de Tripoli à la république de Venise en 1490.

- Louis de Nores, son fils.

- Jacques de Nores, son fils, capitaine général de l'artillerie de la Sérénissime, tué à la prise de Nicosie par les Turcs en 1570.

- Alvise de Nores, chanoine de Padoue, cousin du précédent, relève le titre vers 1586.

## Généalogie de la branche Antioche-Poitiers
|                                                           |                                                           |                                                           |                                                           |                                                           |                                                           |  |  |                                                |                                                |                                                |                                                |                                                |                                                |                                                                                  |                                                                  |                                                                  |                                                                  |                                                                  |                                                                  |                                                              |                                                              | Pons († 1060) comte de Toulouse                                         | Pons († 1060) comte de Toulouse                                         | Pons († 1060) comte de Toulouse                                         | Pons († 1060) comte de Toulouse                                         | Pons († 1060) comte de Toulouse                                         | Pons († 1060) comte de Toulouse                                         |                                       |                                       |                                           |                                           |                                           |                                           |                                               |                                               |                                               |                                               |                                                        |                                                        |                                                        |                                                        | Almodis de la Marche (ca.1020 † 1071)                                | Almodis de la Marche (ca.1020 † 1071)                                | Almodis de la Marche (ca.1020 † 1071)                                | Almodis de la Marche (ca.1020 † 1071)                                | Almodis de la Marche (ca.1020 † 1071)                                | Almodis de la Marche (ca.1020 † 1071)                                |                                                   |                                                   |                                                   |                                                   |                     |                     |                     |                     |                                                             |                                                             |                                                             |                                                             |                                                             |                                                             | Raymond Bérenger Ier (ca. 1022 † 1076) comte de Barcelone | Raymond Bérenger Ier (ca. 1022 † 1076) comte de Barcelone | Raymond Bérenger Ier (ca. 1022 † 1076) comte de Barcelone | Raymond Bérenger Ier (ca. 1022 † 1076) comte de Barcelone | Raymond Bérenger Ier (ca. 1022 † 1076) comte de Barcelone | Raymond Bérenger Ier (ca. 1022 † 1076) comte de Barcelone |
|                                                           |                                                           |                                                           |                                                           |                                                           |                                                           |  |  |                                                |                                                |                                                |                                                |                                                |                                                |                                                                                  |                                                                  |                                                                  |                                                                  |                                                                  |                                                                  |                                                              |                                                              | Pons († 1060) comte de Toulouse                                         | Pons († 1060) comte de Toulouse                                         | Pons († 1060) comte de Toulouse                                         | Pons († 1060) comte de Toulouse                                         | Pons († 1060) comte de Toulouse                                         | Pons († 1060) comte de Toulouse                                         |                                       |                                       |                                           |                                           |                                           |                                           |                                               |                                               |                                               |                                               |                                                        |                                                        |                                                        |                                                        | Almodis de la Marche (ca.1020 † 1071)                                | Almodis de la Marche (ca.1020 † 1071)                                | Almodis de la Marche (ca.1020 † 1071)                                | Almodis de la Marche (ca.1020 † 1071)                                | Almodis de la Marche (ca.1020 † 1071)                                | Almodis de la Marche (ca.1020 † 1071)                                |                                                   |                                                   |                                                   |                                                   |                     |                     |                     |                     |                                                             |                                                             |                                                             |                                                             |                                                             |                                                             | Raymond Bérenger Ier (ca. 1022 † 1076) comte de Barcelone | Raymond Bérenger Ier (ca. 1022 † 1076) comte de Barcelone | Raymond Bérenger Ier (ca. 1022 † 1076) comte de Barcelone | Raymond Bérenger Ier (ca. 1022 † 1076) comte de Barcelone | Raymond Bérenger Ier (ca. 1022 † 1076) comte de Barcelone | Raymond Bérenger Ier (ca. 1022 † 1076) comte de Barcelone |
|                                                           |                                                           |                                                           |                                                           |                                                           |                                                           |  |  |                                                |                                                |                                                |                                                |                                                |                                                |                                                                                  |                                                                  |                                                                  |                                                                  |                                                                  |                                                                  |                                                              |                                                              |                                                                         |                                                                         |                                                                         |                                                                         |                                                                         |                                                                         |                                       |                                       |                                           |                                           |                                           |                                           |                                               |                                               |                                               |                                               |                                                        |                                                        |                                                        |                                                        |                                                                      |                                                                      |                                                                      |                                                                      |                                                                      |                                                                      |                                                   |                                                   |                                                   |                                                   |                     |                     |                     |                     |                                                             |                                                             |                                                             |                                                             |                                                             |                                                             |                                                           |                                                           |                                                           |                                                           |                                                           |                                                           |
|                                                           |                                                           |                                                           |                                                           |                                                           |                                                           |  |  |                                                |                                                |                                                |                                                |                                                |                                                |                                                                                  |                                                                  |                                                                  |                                                                  |                                                                  |                                                                  |                                                              |                                                              |                                                                         |                                                                         |                                                                         |                                                                         |                                                                         |                                                                         |                                       |                                       |                                           |                                           |                                           |                                           |                                               |                                               |                                               |                                               |                                                        |                                                        |                                                        |                                                        |                                                                      |                                                                      |                                                                      |                                                                      |                                                                      |                                                                      |                                                   |                                                   |                                                   |                                                   |                     |                     |                     |                     |                                                             |                                                             |                                                             |                                                             |                                                             |                                                             |                                                           |                                                           |                                                           |                                                           |                                                           |                                                           |
|                                                           |                                                           |                                                           |                                                           |                                                           |                                                           |  |  | Guillaume IV († 1094) comte de Toulouse        | Guillaume IV († 1094) comte de Toulouse        | Guillaume IV († 1094) comte de Toulouse        | Guillaume IV († 1094) comte de Toulouse        | Guillaume IV († 1094) comte de Toulouse        | Guillaume IV († 1094) comte de Toulouse        |                                                                                  |                                                                  |                                                                  |                                                                  |                                                                  |                                                                  |                                                              |                                                              |                                                                         |                                                                         |                                                                         |                                                                         |                                                                         |                                                                         |                                       |                                       |                                           |                                           |                                           |                                           |                                               |                                               |                                               |                                               |                                                        |                                                        |                                                        |                                                        | Raymond Ier de Saint-Gilles († 1105) comte de Toulouse et de Tripoli | Raymond Ier de Saint-Gilles († 1105) comte de Toulouse et de Tripoli | Raymond Ier de Saint-Gilles († 1105) comte de Toulouse et de Tripoli | Raymond Ier de Saint-Gilles († 1105) comte de Toulouse et de Tripoli | Raymond Ier de Saint-Gilles († 1105) comte de Toulouse et de Tripoli | Raymond Ier de Saint-Gilles († 1105) comte de Toulouse et de Tripoli |                                                   |                                                   |                                                   |                                                   | Sancha de Barcelone | Sancha de Barcelone | Sancha de Barcelone | Sancha de Barcelone | Sancha de Barcelone                                         | Sancha de Barcelone                                         |                                                             |                                                             | Guillaume Raymond († 1095) comte de Cerdagne                | Guillaume Raymond († 1095) comte de Cerdagne                | Guillaume Raymond († 1095) comte de Cerdagne              | Guillaume Raymond († 1095) comte de Cerdagne              | Guillaume Raymond († 1095) comte de Cerdagne              | Guillaume Raymond († 1095) comte de Cerdagne              |                                                           |                                                           |
|                                                           |                                                           |                                                           |                                                           |                                                           |                                                           |  |  | Guillaume IV († 1094) comte de Toulouse        | Guillaume IV († 1094) comte de Toulouse        | Guillaume IV († 1094) comte de Toulouse        | Guillaume IV († 1094) comte de Toulouse        | Guillaume IV († 1094) comte de Toulouse        | Guillaume IV († 1094) comte de Toulouse        |                                                                                  |                                                                  |                                                                  |                                                                  |                                                                  |                                                                  |                                                              |                                                              |                                                                         |                                                                         |                                                                         |                                                                         |                                                                         |                                                                         |                                       |                                       |                                           |                                           |                                           |                                           |                                               |                                               |                                               |                                               |                                                        |                                                        |                                                        |                                                        | Raymond Ier de Saint-Gilles († 1105) comte de Toulouse et de Tripoli | Raymond Ier de Saint-Gilles († 1105) comte de Toulouse et de Tripoli | Raymond Ier de Saint-Gilles († 1105) comte de Toulouse et de Tripoli | Raymond Ier de Saint-Gilles († 1105) comte de Toulouse et de Tripoli | Raymond Ier de Saint-Gilles († 1105) comte de Toulouse et de Tripoli | Raymond Ier de Saint-Gilles († 1105) comte de Toulouse et de Tripoli |                                                   |                                                   |                                                   |                                                   | Sancha de Barcelone | Sancha de Barcelone | Sancha de Barcelone | Sancha de Barcelone | Sancha de Barcelone                                         | Sancha de Barcelone                                         |                                                             |                                                             | Guillaume Raymond († 1095) comte de Cerdagne                | Guillaume Raymond († 1095) comte de Cerdagne                | Guillaume Raymond († 1095) comte de Cerdagne              | Guillaume Raymond († 1095) comte de Cerdagne              | Guillaume Raymond († 1095) comte de Cerdagne              | Guillaume Raymond († 1095) comte de Cerdagne              |                                                           |                                                           |
|                                                           |                                                           |                                                           |                                                           |                                                           |                                                           |  |  |                                                |                                                |                                                |                                                |                                                |                                                |                                                                                  |                                                                  |                                                                  |                                                                  |                                                                  |                                                                  |                                                              |                                                              |                                                                         |                                                                         |                                                                         |                                                                         |                                                                         |                                                                         |                                       |                                       |                                           |                                           |                                           |                                           |                                               |                                               |                                               |                                               |                                                        |                                                        |                                                        |                                                        |                                                                      |                                                                      |                                                                      |                                                                      |                                                                      |                                                                      |                                                   |                                                   |                                                   |                                                   |                     |                     |                     |                     |                                                             |                                                             |                                                             |                                                             |                                                             |                                                             |                                                           |                                                           |                                                           |                                                           |                                                           |                                                           |
|                                                           |                                                           |                                                           |                                                           |                                                           |                                                           |  |  |                                                |                                                |                                                |                                                |                                                |                                                |                                                                                  |                                                                  |                                                                  |                                                                  |                                                                  |                                                                  |                                                              |                                                              |                                                                         |                                                                         |                                                                         |                                                                         |                                                                         |                                                                         |                                       |                                       |                                           |                                           |                                           |                                           |                                               |                                               |                                               |                                               |                                                        |                                                        |                                                        |                                                        |                                                                      |                                                                      |                                                                      |                                                                      |                                                                      |                                                                      |                                                   |                                                   |                                                   |                                                   |                     |                     |                     |                     |                                                             |                                                             |                                                             |                                                             |                                                             |                                                             |                                                           |                                                           |                                                           |                                                           |                                                           |                                                           |
|                                                           |                                                           |                                                           |                                                           |                                                           |                                                           |  |  |                                                |                                                |                                                |                                                |                                                |                                                |                                                                                  |                                                                  |                                                                  |                                                                  |                                                                  |                                                                  |                                                              |                                                              |                                                                         |                                                                         |                                                                         |                                                                         |                                                                         |                                                                         |                                       |                                       |                                           |                                           |                                           |                                           |                                               |                                               |                                               |                                               | Bertrand (1066 † 1112) comte de Toulouse et de Tripoli | Bertrand (1066 † 1112) comte de Toulouse et de Tripoli | Bertrand (1066 † 1112) comte de Toulouse et de Tripoli | Bertrand (1066 † 1112) comte de Toulouse et de Tripoli | Bertrand (1066 † 1112) comte de Toulouse et de Tripoli               | Bertrand (1066 † 1112) comte de Toulouse et de Tripoli               |                                                                      |                                                                      | Alphonse Jourdain (1103 † 1148) comte de Toulouse                    | Alphonse Jourdain (1103 † 1148) comte de Toulouse                    | Alphonse Jourdain (1103 † 1148) comte de Toulouse | Alphonse Jourdain (1103 † 1148) comte de Toulouse | Alphonse Jourdain (1103 † 1148) comte de Toulouse | Alphonse Jourdain (1103 † 1148) comte de Toulouse |                     |                     |                     |                     | Guillaume Jourdain († 1110) comte de Cerdagne et de Tripoli | Guillaume Jourdain († 1110) comte de Cerdagne et de Tripoli | Guillaume Jourdain († 1110) comte de Cerdagne et de Tripoli | Guillaume Jourdain († 1110) comte de Cerdagne et de Tripoli | Guillaume Jourdain († 1110) comte de Cerdagne et de Tripoli | Guillaume Jourdain († 1110) comte de Cerdagne et de Tripoli |                                                           |                                                           |                                                           |                                                           |                                                           |                                                           |
|                                                           |                                                           |                                                           |                                                           |                                                           |                                                           |  |  |                                                |                                                |                                                |                                                |                                                |                                                |                                                                                  |                                                                  |                                                                  |                                                                  |                                                                  |                                                                  |                                                              |                                                              |                                                                         |                                                                         |                                                                         |                                                                         |                                                                         |                                                                         |                                       |                                       |                                           |                                           |                                           |                                           |                                               |                                               |                                               |                                               | Bertrand (1066 † 1112) comte de Toulouse et de Tripoli | Bertrand (1066 † 1112) comte de Toulouse et de Tripoli | Bertrand (1066 † 1112) comte de Toulouse et de Tripoli | Bertrand (1066 † 1112) comte de Toulouse et de Tripoli | Bertrand (1066 † 1112) comte de Toulouse et de Tripoli               | Bertrand (1066 † 1112) comte de Toulouse et de Tripoli               |                                                                      |                                                                      | Alphonse Jourdain (1103 † 1148) comte de Toulouse                    | Alphonse Jourdain (1103 † 1148) comte de Toulouse                    | Alphonse Jourdain (1103 † 1148) comte de Toulouse | Alphonse Jourdain (1103 † 1148) comte de Toulouse | Alphonse Jourdain (1103 † 1148) comte de Toulouse | Alphonse Jourdain (1103 † 1148) comte de Toulouse |                     |                     |                     |                     | Guillaume Jourdain († 1110) comte de Cerdagne et de Tripoli | Guillaume Jourdain († 1110) comte de Cerdagne et de Tripoli | Guillaume Jourdain († 1110) comte de Cerdagne et de Tripoli | Guillaume Jourdain († 1110) comte de Cerdagne et de Tripoli | Guillaume Jourdain († 1110) comte de Cerdagne et de Tripoli | Guillaume Jourdain († 1110) comte de Cerdagne et de Tripoli |                                                           |                                                           |                                                           |                                                           |                                                           |                                                           |
| Guillaume IX de Poitiers (ca 1071 † 1127) duc d'Aquitaine | Guillaume IX de Poitiers (ca 1071 † 1127) duc d'Aquitaine | Guillaume IX de Poitiers (ca 1071 † 1127) duc d'Aquitaine | Guillaume IX de Poitiers (ca 1071 † 1127) duc d'Aquitaine | Guillaume IX de Poitiers (ca 1071 † 1127) duc d'Aquitaine | Guillaume IX de Poitiers (ca 1071 † 1127) duc d'Aquitaine |  |  | Philippe de Toulouse († 1117)                  | Philippe de Toulouse († 1117)                  | Philippe de Toulouse († 1117)                  | Philippe de Toulouse († 1117)                  | Philippe de Toulouse († 1117)                  | Philippe de Toulouse († 1117)                  |                                                                                  |                                                                  |                                                                  |                                                                  |                                                                  |                                                                  |                                                              |                                                              |                                                                         |                                                                         |                                                                         |                                                                         | Baudouin II († 1131) roi de Jérusalem                                   | Baudouin II († 1131) roi de Jérusalem                                   | Baudouin II († 1131) roi de Jérusalem | Baudouin II († 1131) roi de Jérusalem | Baudouin II († 1131) roi de Jérusalem     | Baudouin II († 1131) roi de Jérusalem     |                                           |                                           |                                               |                                               |                                               |                                               | Pons (1098 † 1137) comte de Tripoli                    | Pons (1098 † 1137) comte de Tripoli                    | Pons (1098 † 1137) comte de Tripoli                    | Pons (1098 † 1137) comte de Tripoli                    | Pons (1098 † 1137) comte de Tripoli                                  | Pons (1098 † 1137) comte de Tripoli                                  |                                                                      |                                                                      |                                                                      |                                                                      |                                                   |                                                   |                                                   |                                                   |                     |                     |                     |                     |                                                             |                                                             |                                                             |                                                             |                                                             |                                                             |                                                           |                                                           |                                                           |                                                           |                                                           |                                                           |
| Guillaume IX de Poitiers (ca 1071 † 1127) duc d'Aquitaine | Guillaume IX de Poitiers (ca 1071 † 1127) duc d'Aquitaine | Guillaume IX de Poitiers (ca 1071 † 1127) duc d'Aquitaine | Guillaume IX de Poitiers (ca 1071 † 1127) duc d'Aquitaine | Guillaume IX de Poitiers (ca 1071 † 1127) duc d'Aquitaine | Guillaume IX de Poitiers (ca 1071 † 1127) duc d'Aquitaine |  |  | Philippe de Toulouse († 1117)                  | Philippe de Toulouse († 1117)                  | Philippe de Toulouse († 1117)                  | Philippe de Toulouse († 1117)                  | Philippe de Toulouse († 1117)                  | Philippe de Toulouse († 1117)                  |                                                                                  |                                                                  |                                                                  |                                                                  |                                                                  |                                                                  |                                                              |                                                              |                                                                         |                                                                         |                                                                         |                                                                         | Baudouin II († 1131) roi de Jérusalem                                   | Baudouin II († 1131) roi de Jérusalem                                   | Baudouin II († 1131) roi de Jérusalem | Baudouin II († 1131) roi de Jérusalem | Baudouin II († 1131) roi de Jérusalem     | Baudouin II († 1131) roi de Jérusalem     |                                           |                                           |                                               |                                               |                                               |                                               | Pons (1098 † 1137) comte de Tripoli                    | Pons (1098 † 1137) comte de Tripoli                    | Pons (1098 † 1137) comte de Tripoli                    | Pons (1098 † 1137) comte de Tripoli                    | Pons (1098 † 1137) comte de Tripoli                                  | Pons (1098 † 1137) comte de Tripoli                                  |                                                                      |                                                                      |                                                                      |                                                                      |                                                   |                                                   |                                                   |                                                   |                     |                     |                     |                     |                                                             |                                                             |                                                             |                                                             |                                                             |                                                             |                                                           |                                                           |                                                           |                                                           |                                                           |                                                           |
|                                                           |                                                           |                                                           |                                                           |                                                           |                                                           |  |  |                                                |                                                |                                                |                                                |                                                |                                                |                                                                                  |                                                                  |                                                                  |                                                                  |                                                                  |                                                                  |                                                              |                                                              |                                                                         |                                                                         |                                                                         |                                                                         |                                                                         |                                                                         |                                       |                                       |                                           |                                           |                                           |                                           |                                               |                                               |                                               |                                               |                                                        |                                                        |                                                        |                                                        |                                                                      |                                                                      |                                                                      |                                                                      |                                                                      |                                                                      |                                                   |                                                   |                                                   |                                                   |                     |                     |                     |                     |                                                             |                                                             |                                                             |                                                             |                                                             |                                                             |                                                           |                                                           |                                                           |                                                           |                                                           |                                                           |
|                                                           |                                                           |                                                           |                                                           |                                                           |                                                           |  |  |                                                |                                                |                                                |                                                |                                                |                                                |                                                                                  |                                                                  |                                                                  |                                                                  |                                                                  |                                                                  |                                                              |                                                              |                                                                         |                                                                         |                                                                         |                                                                         |                                                                         |                                                                         |                                       |                                       |                                           |                                           |                                           |                                           |                                               |                                               |                                               |                                               |                                                        |                                                        |                                                        |                                                        |                                                                      |                                                                      |                                                                      |                                                                      |                                                                      |                                                                      |                                                   |                                                   |                                                   |                                                   |                     |                     |                     |                     |                                                             |                                                             |                                                             |                                                             |                                                             |                                                             |                                                           |                                                           |                                                           |                                                           |                                                           |                                                           |
| Guillaume X (1099 † 1137) duc d'Aquitaine                 | Guillaume X (1099 † 1137) duc d'Aquitaine                 | Guillaume X (1099 † 1137) duc d'Aquitaine                 | Guillaume X (1099 † 1137) duc d'Aquitaine                 | Guillaume X (1099 † 1137) duc d'Aquitaine                 | Guillaume X (1099 † 1137) duc d'Aquitaine                 |  |  |                                                |                                                |                                                |                                                |                                                |                                                | Bohémond II (ca 1108 † 1130) prince d'Antioche                                   | Bohémond II (ca 1108 † 1130) prince d'Antioche                   | Bohémond II (ca 1108 † 1130) prince d'Antioche                   | Bohémond II (ca 1108 † 1130) prince d'Antioche                   | Bohémond II (ca 1108 † 1130) prince d'Antioche                   | Bohémond II (ca 1108 † 1130) prince d'Antioche                   |                                                              |                                                              | Alix de Jérusalem                                                       | Alix de Jérusalem                                                       | Alix de Jérusalem                                                       | Alix de Jérusalem                                                       | Alix de Jérusalem                                                       | Alix de Jérusalem                                                       |                                       |                                       | Hodierne de Jérusalem (ca 1110 † ca 1164) | Hodierne de Jérusalem (ca 1110 † ca 1164) | Hodierne de Jérusalem (ca 1110 † ca 1164) | Hodierne de Jérusalem (ca 1110 † ca 1164) | Hodierne de Jérusalem (ca 1110 † ca 1164)     | Hodierne de Jérusalem (ca 1110 † ca 1164)     |                                               |                                               | Raymond II (ca 1120 † 1152) comte de Tripoli           | Raymond II (ca 1120 † 1152) comte de Tripoli           | Raymond II (ca 1120 † 1152) comte de Tripoli           | Raymond II (ca 1120 † 1152) comte de Tripoli           | Raymond II (ca 1120 † 1152) comte de Tripoli                         | Raymond II (ca 1120 † 1152) comte de Tripoli                         |                                                                      |                                                                      |                                                                      |                                                                      |                                                   |                                                   |                                                   |                                                   |                     |                     |                     |                     |                                                             |                                                             |                                                             |                                                             |                                                             |                                                             |                                                           |                                                           |                                                           |                                                           |                                                           |                                                           |
| Guillaume X (1099 † 1137) duc d'Aquitaine                 | Guillaume X (1099 † 1137) duc d'Aquitaine                 | Guillaume X (1099 † 1137) duc d'Aquitaine                 | Guillaume X (1099 † 1137) duc d'Aquitaine                 | Guillaume X (1099 † 1137) duc d'Aquitaine                 | Guillaume X (1099 † 1137) duc d'Aquitaine                 |  |  |                                                |                                                |                                                |                                                |                                                |                                                | Bohémond II (ca 1108 † 1130) prince d'Antioche                                   | Bohémond II (ca 1108 † 1130) prince d'Antioche                   | Bohémond II (ca 1108 † 1130) prince d'Antioche                   | Bohémond II (ca 1108 † 1130) prince d'Antioche                   | Bohémond II (ca 1108 † 1130) prince d'Antioche                   | Bohémond II (ca 1108 † 1130) prince d'Antioche                   |                                                              |                                                              | Alix de Jérusalem                                                       | Alix de Jérusalem                                                       | Alix de Jérusalem                                                       | Alix de Jérusalem                                                       | Alix de Jérusalem                                                       | Alix de Jérusalem                                                       |                                       |                                       | Hodierne de Jérusalem (ca 1110 † ca 1164) | Hodierne de Jérusalem (ca 1110 † ca 1164) | Hodierne de Jérusalem (ca 1110 † ca 1164) | Hodierne de Jérusalem (ca 1110 † ca 1164) | Hodierne de Jérusalem (ca 1110 † ca 1164)     | Hodierne de Jérusalem (ca 1110 † ca 1164)     |                                               |                                               | Raymond II (ca 1120 † 1152) comte de Tripoli           | Raymond II (ca 1120 † 1152) comte de Tripoli           | Raymond II (ca 1120 † 1152) comte de Tripoli           | Raymond II (ca 1120 † 1152) comte de Tripoli           | Raymond II (ca 1120 † 1152) comte de Tripoli                         | Raymond II (ca 1120 † 1152) comte de Tripoli                         |                                                                      |                                                                      |                                                                      |                                                                      |                                                   |                                                   |                                                   |                                                   |                     |                     |                     |                     |                                                             |                                                             |                                                             |                                                             |                                                             |                                                             |                                                           |                                                           |                                                           |                                                           |                                                           |                                                           |
|                                                           |                                                           |                                                           |                                                           |                                                           |                                                           |  |  |                                                |                                                |                                                |                                                |                                                |                                                |                                                                                  |                                                                  |                                                                  |                                                                  |                                                                  |                                                                  |                                                              |                                                              |                                                                         |                                                                         |                                                                         |                                                                         |                                                                         |                                                                         |                                       |                                       |                                           |                                           |                                           |                                           |                                               |                                               |                                               |                                               |                                                        |                                                        |                                                        |                                                        |                                                                      |                                                                      |                                                                      |                                                                      |                                                                      |                                                                      |                                                   |                                                   |                                                   |                                                   |                     |                     |                     |                     |                                                             |                                                             |                                                             |                                                             |                                                             |                                                             |                                                           |                                                           |                                                           |                                                           |                                                           |                                                           |
|                                                           |                                                           |                                                           |                                                           |                                                           |                                                           |  |  | Raymond de Poitiers († 1149) prince d'Antioche | Raymond de Poitiers († 1149) prince d'Antioche | Raymond de Poitiers († 1149) prince d'Antioche | Raymond de Poitiers († 1149) prince d'Antioche | Raymond de Poitiers († 1149) prince d'Antioche | Raymond de Poitiers († 1149) prince d'Antioche |                                                                                  |                                                                  |                                                                  |                                                                  | Constance d'Antioche (1127 † 1163) princesse d'Antioche          | Constance d'Antioche (1127 † 1163) princesse d'Antioche          | Constance d'Antioche (1127 † 1163) princesse d'Antioche      | Constance d'Antioche (1127 † 1163) princesse d'Antioche      | Constance d'Antioche (1127 † 1163) princesse d'Antioche                 | Constance d'Antioche (1127 † 1163) princesse d'Antioche                 |                                                                         |                                                                         |                                                                         |                                                                         |                                       |                                       |                                           |                                           |                                           |                                           | Raymond III (ca 1140 † 1187) comte de Tripoli | Raymond III (ca 1140 † 1187) comte de Tripoli | Raymond III (ca 1140 † 1187) comte de Tripoli | Raymond III (ca 1140 † 1187) comte de Tripoli | Raymond III (ca 1140 † 1187) comte de Tripoli          | Raymond III (ca 1140 † 1187) comte de Tripoli          |                                                        |                                                        |                                                                      |                                                                      |                                                                      |                                                                      |                                                                      |                                                                      |                                                   |                                                   |                                                   |                                                   |                     |                     |                     |                     |                                                             |                                                             |                                                             |                                                             |                                                             |                                                             |                                                           |                                                           |                                                           |                                                           |                                                           |                                                           |
|                                                           |                                                           |                                                           |                                                           |                                                           |                                                           |  |  | Raymond de Poitiers († 1149) prince d'Antioche | Raymond de Poitiers († 1149) prince d'Antioche | Raymond de Poitiers († 1149) prince d'Antioche | Raymond de Poitiers († 1149) prince d'Antioche | Raymond de Poitiers († 1149) prince d'Antioche | Raymond de Poitiers († 1149) prince d'Antioche |                                                                                  |                                                                  |                                                                  |                                                                  | Constance d'Antioche (1127 † 1163) princesse d'Antioche          | Constance d'Antioche (1127 † 1163) princesse d'Antioche          | Constance d'Antioche (1127 † 1163) princesse d'Antioche      | Constance d'Antioche (1127 † 1163) princesse d'Antioche      | Constance d'Antioche (1127 † 1163) princesse d'Antioche                 | Constance d'Antioche (1127 † 1163) princesse d'Antioche                 |                                                                         |                                                                         |                                                                         |                                                                         |                                       |                                       |                                           |                                           |                                           |                                           | Raymond III (ca 1140 † 1187) comte de Tripoli | Raymond III (ca 1140 † 1187) comte de Tripoli | Raymond III (ca 1140 † 1187) comte de Tripoli | Raymond III (ca 1140 † 1187) comte de Tripoli | Raymond III (ca 1140 † 1187) comte de Tripoli          | Raymond III (ca 1140 † 1187) comte de Tripoli          |                                                        |                                                        |                                                                      |                                                                      |                                                                      |                                                                      |                                                                      |                                                                      |                                                   |                                                   |                                                   |                                                   |                     |                     |                     |                     |                                                             |                                                             |                                                             |                                                             |                                                             |                                                             |                                                           |                                                           |                                                           |                                                           |                                                           |                                                           |
|                                                           |                                                           |                                                           |                                                           |                                                           |                                                           |  |  |                                                |                                                |                                                |                                                |                                                |                                                |                                                                                  |                                                                  |                                                                  |                                                                  |                                                                  |                                                                  |                                                              |                                                              |                                                                         |                                                                         |                                                                         |                                                                         |                                                                         |                                                                         |                                       |                                       |                                           |                                           |                                           |                                           |                                               |                                               |                                               |                                               |                                                        |                                                        |                                                        |                                                        |                                                                      |                                                                      |                                                                      |                                                                      |                                                                      |                                                                      |                                                   |                                                   |                                                   |                                                   |                     |                     |                     |                     |                                                             |                                                             |                                                             |                                                             |                                                             |                                                             |                                                           |                                                           |                                                           |                                                           |                                                           |                                                           |
|                                                           |                                                           |                                                           |                                                           |                                                           |                                                           |  |  |                                                |                                                |                                                |                                                |                                                |                                                | Bohémond III († 1201) prince d'Antioche                                          |                                                                  |                                                                  |                                                                  |                                                                  |                                                                  |                                                              |                                                              |                                                                         |                                                                         |                                                                         |                                                                         |                                                                         |                                                                         |                                       |                                       |                                           |                                           |                                           |                                           |                                               |                                               |                                               |                                               |                                                        |                                                        |                                                        |                                                        |                                                                      |                                                                      |                                                                      |                                                                      |                                                                      |                                                                      |                                                   |                                                   |                                                   |                                                   |                     |                     |                     |                     |                                                             |                                                             |                                                             |                                                             |                                                             |                                                             |                                                           |                                                           |                                                           |                                                           |                                                           |                                                           |
|                                                           |                                                           |                                                           |                                                           |                                                           |                                                           |  |  |                                                |                                                |                                                |                                                |                                                |                                                |                                                                                  |                                                                  |                                                                  |                                                                  |                                                                  |                                                                  |                                                              |                                                              |                                                                         |                                                                         |                                                                         |                                                                         |                                                                         |                                                                         |                                       |                                       |                                           |                                           |                                           |                                           |                                               |                                               |                                               |                                               |                                                        |                                                        |                                                        |                                                        |                                                                      |                                                                      |                                                                      |                                                                      |                                                                      |                                                                      |                                                   |                                                   |                                                   |                                                   |                     |                     |                     |                     |                                                             |                                                             |                                                             |                                                             |                                                             |                                                             |                                                           |                                                           |                                                           |                                                           |                                                           |                                                           |
|                                                           |                                                           |                                                           |                                                           |                                                           |                                                           |  |  |                                                |                                                |                                                |                                                |                                                |                                                |                                                                                  |                                                                  |                                                                  |                                                                  |                                                                  |                                                                  |                                                              |                                                              |                                                                         |                                                                         |                                                                         |                                                                         |                                                                         |                                                                         |                                       |                                       |                                           |                                           |                                           |                                           |                                               |                                               |                                               |                                               |                                                        |                                                        |                                                        |                                                        |                                                                      |                                                                      |                                                                      |                                                                      |                                                                      |                                                                      |                                                   |                                                   |                                                   |                                                   |                     |                     |                     |                     |                                                             |                                                             |                                                             |                                                             |                                                             |                                                             |                                                           |                                                           |                                                           |                                                           |                                                           |                                                           |
|                                                           |                                                           |                                                           |                                                           |                                                           |                                                           |  |  |                                                |                                                | Raymond IV († 1199) comte de Tripoli           | Raymond IV († 1199) comte de Tripoli           | Raymond IV († 1199) comte de Tripoli           | Raymond IV († 1199) comte de Tripoli           | Raymond IV († 1199) comte de Tripoli                                             | Raymond IV († 1199) comte de Tripoli                             |                                                                  |                                                                  | Bohémond IV (1172 † 1233) prince d'Antioche comte de Tripoli     | Bohémond IV (1172 † 1233) prince d'Antioche comte de Tripoli     | Bohémond IV (1172 † 1233) prince d'Antioche comte de Tripoli | Bohémond IV (1172 † 1233) prince d'Antioche comte de Tripoli | Bohémond IV (1172 † 1233) prince d'Antioche comte de Tripoli            | Bohémond IV (1172 † 1233) prince d'Antioche comte de Tripoli            |                                                                         |                                                                         |                                                                         |                                                                         |                                       |                                       |                                           |                                           |                                           |                                           |                                               |                                               |                                               |                                               |                                                        |                                                        |                                                        |                                                        |                                                                      |                                                                      |                                                                      |                                                                      |                                                                      |                                                                      |                                                   |                                                   |                                                   |                                                   |                     |                     |                     |                     |                                                             |                                                             |                                                             |                                                             |                                                             |                                                             |                                                           |                                                           |                                                           |                                                           |                                                           |                                                           |
|                                                           |                                                           |                                                           |                                                           |                                                           |                                                           |  |  |                                                |                                                | Raymond IV († 1199) comte de Tripoli           | Raymond IV († 1199) comte de Tripoli           | Raymond IV († 1199) comte de Tripoli           | Raymond IV († 1199) comte de Tripoli           | Raymond IV († 1199) comte de Tripoli                                             | Raymond IV († 1199) comte de Tripoli                             |                                                                  |                                                                  | Bohémond IV (1172 † 1233) prince d'Antioche comte de Tripoli     | Bohémond IV (1172 † 1233) prince d'Antioche comte de Tripoli     | Bohémond IV (1172 † 1233) prince d'Antioche comte de Tripoli | Bohémond IV (1172 † 1233) prince d'Antioche comte de Tripoli | Bohémond IV (1172 † 1233) prince d'Antioche comte de Tripoli            | Bohémond IV (1172 † 1233) prince d'Antioche comte de Tripoli            |                                                                         |                                                                         |                                                                         |                                                                         |                                       |                                       |                                           |                                           |                                           |                                           |                                               |                                               |                                               |                                               |                                                        |                                                        |                                                        |                                                        |                                                                      |                                                                      |                                                                      |                                                                      |                                                                      |                                                                      |                                                   |                                                   |                                                   |                                                   |                     |                     |                     |                     |                                                             |                                                             |                                                             |                                                             |                                                             |                                                             |                                                           |                                                           |                                                           |                                                           |                                                           |                                                           |
|                                                           |                                                           |                                                           |                                                           |                                                           |                                                           |  |  |                                                |                                                | Raymond-Roupen (1199 † 1221)                   | Raymond-Roupen (1199 † 1221)                   | Raymond-Roupen (1199 † 1221)                   | Raymond-Roupen (1199 † 1221)                   | Raymond-Roupen (1199 † 1221)                                                     | Raymond-Roupen (1199 † 1221)                                     |                                                                  |                                                                  | Bohémond V († 1252) prince d'Antioche comte de Tripoli           | Bohémond V († 1252) prince d'Antioche comte de Tripoli           | Bohémond V († 1252) prince d'Antioche comte de Tripoli       | Bohémond V († 1252) prince d'Antioche comte de Tripoli       | Bohémond V († 1252) prince d'Antioche comte de Tripoli                  | Bohémond V († 1252) prince d'Antioche comte de Tripoli                  |                                                                         |                                                                         |                                                                         |                                                                         |                                       |                                       |                                           |                                           |                                           |                                           |                                               |                                               |                                               |                                               |                                                        |                                                        |                                                        |                                                        |                                                                      |                                                                      |                                                                      |                                                                      |                                                                      |                                                                      |                                                   |                                                   |                                                   |                                                   |                     |                     |                     |                     |                                                             |                                                             |                                                             |                                                             |                                                             |                                                             |                                                           |                                                           |                                                           |                                                           |                                                           |                                                           |
|                                                           |                                                           |                                                           |                                                           |                                                           |                                                           |  |  |                                                |                                                | Raymond-Roupen (1199 † 1221)                   | Raymond-Roupen (1199 † 1221)                   | Raymond-Roupen (1199 † 1221)                   | Raymond-Roupen (1199 † 1221)                   | Raymond-Roupen (1199 † 1221)                                                     | Raymond-Roupen (1199 † 1221)                                     |                                                                  |                                                                  | Bohémond V († 1252) prince d'Antioche comte de Tripoli           | Bohémond V († 1252) prince d'Antioche comte de Tripoli           | Bohémond V († 1252) prince d'Antioche comte de Tripoli       | Bohémond V († 1252) prince d'Antioche comte de Tripoli       | Bohémond V († 1252) prince d'Antioche comte de Tripoli                  | Bohémond V († 1252) prince d'Antioche comte de Tripoli                  |                                                                         |                                                                         |                                                                         |                                                                         |                                       |                                       |                                           |                                           |                                           |                                           |                                               |                                               |                                               |                                               |                                                        |                                                        |                                                        |                                                        |                                                                      |                                                                      |                                                                      |                                                                      |                                                                      |                                                                      |                                                   |                                                   |                                                   |                                                   |                     |                     |                     |                     |                                                             |                                                             |                                                             |                                                             |                                                             |                                                             |                                                           |                                                           |                                                           |                                                           |                                                           |                                                           |
|                                                           |                                                           |                                                           |                                                           |                                                           |                                                           |  |  |                                                |                                                |                                                |                                                |                                                |                                                |                                                                                  |                                                                  |                                                                  |                                                                  | Bohémond VI (1237 † 1275) prince d'Antioche comte de Tripoli     |                                                                  |                                                              |                                                              |                                                                         |                                                                         |                                                                         |                                                                         |                                                                         |                                                                         |                                       |                                       |                                           |                                           |                                           |                                           |                                               |                                               |                                               |                                               |                                                        |                                                        |                                                        |                                                        |                                                                      |                                                                      |                                                                      |                                                                      |                                                                      |                                                                      |                                                   |                                                   |                                                   |                                                   |                     |                     |                     |                     |                                                             |                                                             |                                                             |                                                             |                                                             |                                                             |                                                           |                                                           |                                                           |                                                           |                                                           |                                                           |
|                                                           |                                                           |                                                           |                                                           |                                                           |                                                           |  |  |                                                |                                                |                                                |                                                |                                                |                                                |                                                                                  |                                                                  |                                                                  |                                                                  |                                                                  |                                                                  |                                                              |                                                              |                                                                         |                                                                         |                                                                         |                                                                         |                                                                         |                                                                         |                                       |                                       |                                           |                                           |                                           |                                           |                                               |                                               |                                               |                                               |                                                        |                                                        |                                                        |                                                        |                                                                      |                                                                      |                                                                      |                                                                      |                                                                      |                                                                      |                                                   |                                                   |                                                   |                                                   |                     |                     |                     |                     |                                                             |                                                             |                                                             |                                                             |                                                             |                                                             |                                                           |                                                           |                                                           |                                                           |                                                           |                                                           |
|                                                           |                                                           |                                                           |                                                           |                                                           |                                                           |  |  |                                                |                                                |                                                |                                                |                                                |                                                |                                                                                  |                                                                  |                                                                  |                                                                  |                                                                  |                                                                  |                                                              |                                                              |                                                                         |                                                                         |                                                                         |                                                                         |                                                                         |                                                                         |                                       |                                       |                                           |                                           |                                           |                                           |                                               |                                               |                                               |                                               |                                                        |                                                        |                                                        |                                                        |                                                                      |                                                                      |                                                                      |                                                                      |                                                                      |                                                                      |                                                   |                                                   |                                                   |                                                   |                     |                     |                     |                     |                                                             |                                                             |                                                             |                                                             |                                                             |                                                             |                                                           |                                                           |                                                           |                                                           |                                                           |                                                           |
|                                                           |                                                           |                                                           |                                                           |                                                           |                                                           |  |  |                                                |                                                |                                                |                                                |                                                |                                                | Lucie († 1299) princesse titulaire d'Antioch comtesse de Tripoli                 | Lucie († 1299) princesse titulaire d'Antioch comtesse de Tripoli | Lucie († 1299) princesse titulaire d'Antioch comtesse de Tripoli | Lucie († 1299) princesse titulaire d'Antioch comtesse de Tripoli | Lucie († 1299) princesse titulaire d'Antioch comtesse de Tripoli | Lucie († 1299) princesse titulaire d'Antioch comtesse de Tripoli |                                                              |                                                              | Bohémond VII (1261 † 1287) prince titulaire d'Antioche comte de Tripoli | Bohémond VII (1261 † 1287) prince titulaire d'Antioche comte de Tripoli | Bohémond VII (1261 † 1287) prince titulaire d'Antioche comte de Tripoli | Bohémond VII (1261 † 1287) prince titulaire d'Antioche comte de Tripoli | Bohémond VII (1261 † 1287) prince titulaire d'Antioche comte de Tripoli | Bohémond VII (1261 † 1287) prince titulaire d'Antioche comte de Tripoli |                                       |                                       |                                           |                                           |                                           |                                           |                                               |                                               |                                               |                                               |                                                        |                                                        |                                                        |                                                        |                                                                      |                                                                      |                                                                      |                                                                      |                                                                      |                                                                      |                                                   |                                                   |                                                   |                                                   |                     |                     |                     |                     |                                                             |                                                             |                                                             |                                                             |                                                             |                                                             |                                                           |                                                           |                                                           |                                                           |                                                           |                                                           |
|                                                           |                                                           |                                                           |                                                           |                                                           |                                                           |  |  |                                                |                                                |                                                |                                                |                                                |                                                | Lucie († 1299) princesse titulaire d'Antioch comtesse de Tripoli                 | Lucie († 1299) princesse titulaire d'Antioch comtesse de Tripoli | Lucie († 1299) princesse titulaire d'Antioch comtesse de Tripoli | Lucie († 1299) princesse titulaire d'Antioch comtesse de Tripoli | Lucie († 1299) princesse titulaire d'Antioch comtesse de Tripoli | Lucie († 1299) princesse titulaire d'Antioch comtesse de Tripoli |                                                              |                                                              | Bohémond VII (1261 † 1287) prince titulaire d'Antioche comte de Tripoli | Bohémond VII (1261 † 1287) prince titulaire d'Antioche comte de Tripoli | Bohémond VII (1261 † 1287) prince titulaire d'Antioche comte de Tripoli | Bohémond VII (1261 † 1287) prince titulaire d'Antioche comte de Tripoli | Bohémond VII (1261 † 1287) prince titulaire d'Antioche comte de Tripoli | Bohémond VII (1261 † 1287) prince titulaire d'Antioche comte de Tripoli |                                       |                                       |                                           |                                           |                                           |                                           |                                               |                                               |                                               |                                               |                                                        |                                                        |                                                        |                                                        |                                                                      |                                                                      |                                                                      |                                                                      |                                                                      |                                                                      |                                                   |                                                   |                                                   |                                                   |                     |                     |                     |                     |                                                             |                                                             |                                                             |                                                             |                                                             |                                                             |                                                           |                                                           |                                                           |                                                           |                                                           |                                                           |
|                                                           |                                                           |                                                           |                                                           |                                                           |                                                           |  |  |                                                |                                                |                                                |                                                |                                                |                                                | Philippe de Toucy (†1300) prince titulaire d'Antioche comte titulaire de Tripoli |                                                                  |                                                                  |                                                                  |                                                                  |                                                                  |                                                              |                                                              |                                                                         |                                                                         |                                                                         |                                                                         |                                                                         |                                                                         |                                       |                                       |                                           |                                           |                                           |                                           |                                               |                                               |                                               |                                               |                                                        |                                                        |                                                        |                                                        |                                                                      |                                                                      |                                                                      |                                                                      |                                                                      |                                                                      |                                                   |                                                   |                                                   |                                                   |                     |                     |                     |                     |                                                             |                                                             |                                                             |                                                             |                                                             |                                                             |                                                           |                                                           |                                                           |                                                           |                                                           |                                                           |